# HMAS Koompartoo
HMAS Koompartoo – australijski stawiacz sieci z okresu II wojny światowej oryginalnie używany jako prom w zatoce Port Jackson w Sydney.

## Historia
Prom „Koompartoo” został zbudowany w 1922 w stoczni Newcastle State Dockyard w Newcastle. Pojemność brutto statku wynosiła 448 ton rejestrowych, mierzył on 183 stopy (55,7 m) długości i 36 stóp (10,9 m) szerokości, a jego zanurzenia wynosiło 14 stóp (4,2 m), mógł pomieścić około 2250 pasażerów. Nazwa promu pochodzi od aborygeńskiego słowa znaczącego „nowy początek”. „Koompartoo” i jego siostrzana jednostka HMAS „Kuttabul (1922)” (w późniejszym czasie hulk zatopiony w czasie japońskiego ataku na Sydney w 1942) były największymi promami działającymi w Port Jackson do czasu zbudowania Sydney Harbour Bridge.
Po zbudowaniu mostu, w latach 1935-41 „Koompartoo” i „Kuttabul” używane były jako statki wycieczkowe, na ich pokładach często odbywały się wieczorne koncerty połączone z rejsem po Port Jackson.
Po wybuchu II wojny światowej „Koompartoo” został zakupiony przez brytyjskie ministerstwo transportu w 1941 z zamiarem użycia go jako transportowca na Bliskim Wschodzie. Po wojnie na Pacyfiku statek został jednak przekazany rządowi Australii. Początkowo służył jako statek zaopatrzeniowy Australian Army, ale 18 czerwca 1942 został przekazany RAN-owi i został przystosowany do roli stawiacza sieci. Jego uzbrojenie stanowiły dwa działka Oerlikon 20 mm i cztery karabiny maszynowe Vickers. Do służby jako HMAS „Koompartoo” (Z256) wszedł 23 grudnia 1942 pod dowództwem lieutenanta G.G. Mossa.
W czasie wojny HMAS „Koompartoo” służył w Darwin, gdzie służył przy tamtejszej zagrodzie bonowej (najdłuższej na świecie) do końca wojny.
Po wojnie okręt pozostał w Darwin, do Sydney powrócił dopiero w 1950 i został wycofany do rezerwy.  W kwietniu 1962 okręt został wystawiony na sprzedaż, został sprzedany 8 czerwca 1962. Około 1966 kadłub „Koompartoo” został przeholowany do Launceston, gdzie służył jako barka do przewozu boksytu.